# Goldmanit
Goldmanit – minerał z grupy granatów, krzemian wapnia i wanadu, należący do klasy krzemianów. 
Nazwany w 1964 roku na cześć amerykańskiego petrologa osadowego Marcusa Isaaca Goldmana.

## Właściwości
Krystalizuje w układzie izometrycznym. Wykształca kryształy najczęściej w formie dwunastościanów. Spotykany także w formie anhedralnych i  ziaren i zaokrąglonych kryształów. Swój intensywnie zielony kolor zawdzięcza obecności wanadowi. Jest minerałem przezroczystym lub półprzezroczystym. Minerał izotropowy do słabo anizotropowego, więc nie wykazuje dwójłomności, ani pleochroizmu. Częstymi zanieczyszczeniami w strukturze są chrom, magnez i mangan. Rozpuszczalny w kwasie fluorowodorowym. Ma głównie znaczenie kolekcjonerskie. 

## Występowanie
Można go znaleźć w skałach metamorficznych (regionalnych i kontaktowych) z zanieczyszczeniami wapiennymi, skarnach magnetytowych oraz wanadonośnych skałach osadowych. Towarzyszą mu piryt, pirotyn, korund, grossular, rutyl, gahnit, chalkopiryt, kwarc, grafit, szamozyt, sfaleryt i tsaworyt. Okazom z Nowego Meksyku towarzyszą również kalcyt, diopsyd, wezuwian, wollastonit, epidot, andradyt, biotyt, spinel i plagioklaz, okazom z Francji - tytanit, aktynolit, chloryt i arsenopiryt, a z Japonii - rodonit i braunit.

## Miejsce występowania
Jest minerałem bardzo rzadkim. Został odkryty w 1964 roku w USA i w 1988 roku w Japonii. Typową lokalizacją jest pewna kopalnia w Nowym Meksyku, gdzie występuje w glinach bogatych w wanad, w przeobrażonym złożu uranowo-wanadowym osadzonym w piaskowcu. Lokalizacją, która dostarcza najlepsze i w największej ilości okazy jest Rybnícek w okręgu Pezinok na Słowacji. Dobrej jakości okazy pochodzą także z Rosji i Czech. Okazy z Francji zazwyczaj pochodzą ze skarnów zawierających wolfram i wapnistych metapelitów. Występuje także w Chinach, Kazachstanie, Hiszpanii i Szwajcarii. Ponadto występuje w metalonośnych czarnych łupkach w Korei Południowej.